# Real (moneta)

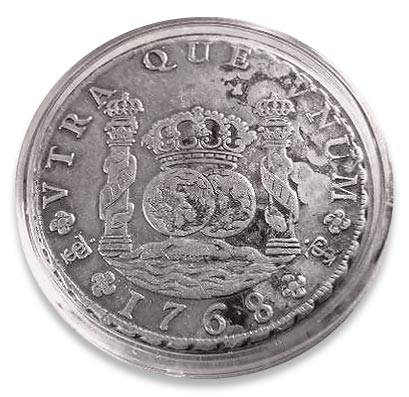
Srebrny real z 1768 roku

Real (l. mn.: hiszp. reales, port. reais, potem réis) – dawna moneta (głównie srebrna) bita od XIV wieku w Hiszpanii, a następnie w Portugalii.
Początkowo hiszpański real zawierał ponad 3 gramy czystego srebra i stanowił równowartość 1/8 talara lub 34 maravedi (XV/XVI w.).

## Reale na świecie
Monety o tym nominale były emitowane w następujących państwach:
- Argentyna – do 1867 (w tym wiele emisji regionalnych)
- Boliwia – do 1825
- Brazylia – do 1942
- Republika Środkowoamerykańska
- Chile – do 1852
- Dominikana – w 1844 i 1848
- Kolumbia – do 1862
- Kostaryka – do 1850
- Ekwador – do 1862
- Filipiny – do 1835
- Gwatemala – do 1912
- Honduras – do 1871
- Hiszpania – do 1865
- Meksyk – do 1897
- Mozambik – do 1853
- Paragwaj – w 1845
- Peru – do 1861
- Portugalia – do 1910,
- Salwador – do 1909
- Wenezuela – do 1863

oraz na Azorach – do 1901 i w Indiach (jako terytoriach portugalskich) – do 1871

### Brazylia

#### do1822
Do 1822 wydawano monety kolonialne tej waluty (miedziane 10, 20, 37.5, 40, 75, 80 reis; srebrne 80, 160, 320, 640, 960 reis; złote 4000, 6400 reis).

#### 1822–1833
W latach 1822–1833, po uzyskaniu niepodległości emitowano już własne monety (nominały i użyte metale nie uległy zmianom).

#### 1833–1889
Po reformie walutowej z 1833 emitowano następujące monety:
- 10 reis (brąz 1868–1870)
- 20 reis (brąz 1868–1870)
- 40 reis (brąz 1873–1880)
- 50 reis (miedzionikiel 1886–1888)
- 100 reis (srebro 1834–1848, miedzionikiel 1871–1889)
- 200 reis (srebro 1835–1869, miedzionikiel 1871–1889)
- 400 reis (srebro 1834–1848)
- 500 reis (srebro 1848–1889)
- 800 reis (srebro 1835–1846)
- 1000 reis (srebro 1849–1889)
- 1200 reis (srebro 1834–1847)
- 2000 reis (srebro 1851–1889)
- 5000 reis (złoto 1854–1859)
- 10000 reis (złoto 1833–1889)
- 20000 reis (złoto 1849–1889)

#### 1889–1942
Po ustanowieniu republiki w 1889 wydawano następujące nominały:
- 20 reis (brąz 1889–1912, miedzionikiel 1918–1935)
- 40 reis (brąz 1889–1912)
- 50 reis (miedzionikiel 1918–1935)
- 100 reis (miedzionikiel 1889–1942)
- 200 reis (miedzionikiel 1889–1942)
- 300 reis (miedzionikiel 1936–1942)
- 400 reis (srebro 1900, miedzionikiel 1901–1942)
- 500 reis (srebro 1889–1913, aluminium-brąz 1922–1939)
- 1000 reis (srebro 1889–1913, aluminium-brąz 1922–1939)
- 2000 reis (srebro 1891–1935, aluminium-brąz 1936–1939)
- 4000 reis (srebro 1900)
- 5000 reis (srebro 1936–1938)
- 10000 reis (złoto 1889–1922)
- 20000 reis (złoto 1889–1922)

#### 1942–1994
W 1942 real został zastąpiony walutą o nazwie cruzeiro dzielącą się na 100 centavos.

#### od1994
Od 1 lipca 1994 real jest ponownie jednostką monetarną Brazylii, dzieli się na 100 centavos.
Poprzednia waluta, cruzeiro real, została wymieniona w stosunku 1 nowy real = 2750 cruzeiros reales.

### Hiszpania

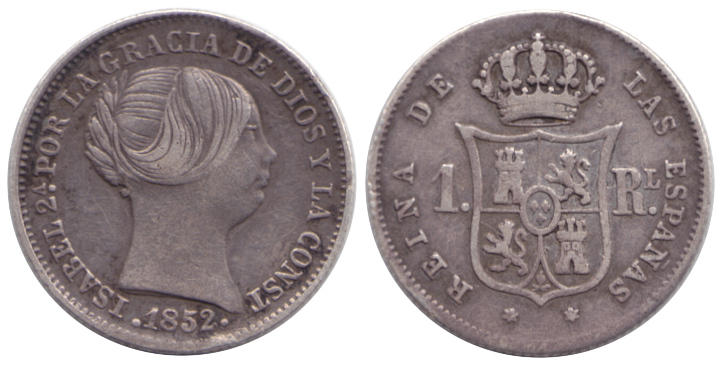
1 real 1852, Hiszpania, Izabela II. Srebro.

#### XIXwiek
W pierwszej połowie XIX wieku srebrny real dzielił się na 34 maravedi (monety miedziane emitowane w nominałach 1, 2, 4, 8).
Wydawano monety 1/2, 1, 2, 4, 8 reales. 16 reales równało się jednemu złotemu escudo.
Jednocześnie emitowano monety o mniejszej wadze 1, 2, 4, 10, 20 reales w srebrze oraz 80, 160, 320 reales w złocie (monety te zwane są reales de vellón). 20 reales de vellón odpowiadało wagą monecie 8 reales de plata (wcześniejszych), a 80 reales de vellón odpowiadało 2 escudos.

#### od1850
Po wprowadzeniu systemu dziesiętnego w 1850 real podzielono na 100 centimos. 1 real był monetą srebrną próby 900, ważącą 1,31 grama. Emitowano monety:
- 5 centimos (miedź 1852–1864)
- 10 centimos (miedź 1850–1864)
- 20 centimos (miedź 1853)
- 25 centimos (miedź 1854–1864)
- 1/2 real (miedź 1848–1853)
- 1 real (srebro 1850–1864)
- 2 reales (srebro 1850–1864)
- 4 reales (srebro 1852–1864)
- 10 reales (srebro 1851–1865)
- 20 reales (srebro 1850–1864, złoto 1856–1863)
- 40 reales (złoto 1861–1864)
- 100 reales (złoto 1850–1864)

Wszystkie powyższe monety, z wyjątkiem niektórych wczesnych emisji miedzianych, przedstawiają na awersie królową Izabelę II.

#### 1864–1869
W 1864 wprowadzono nową walutę – srebrne escudo, które w 1869 zastąpiono pesetą.

#### 1873– ostatni hiszpański real
W 1873 wydano jeszcze lokalnie srebrną monetę o nominale 10 reales (legenda na rewersie: REVOLUCION / CANTONAL / DIEZ REALES).

### Portugalia

#### XIXwiek
Na początku XIX wieku 6400 reis równało się złotej monecie zwanej peca, w 1826 zmieniono jej wartość na 7500 reis.
Emitowano monety miedziane 3, 5, 10, 20, 40 reis; srebrne 50, 60, 80, 120, 200, 400 reis oraz złote 1000 reis, 1/2 escudo (800 reis), 1 escudo (1600 reis), 1/2 i 1 peca.

#### 1836–1910
System dziesiętny został wprowadzony w 1836. Emitowano następujące nominały:
- 3 reis (miedź 1868–1875)
- 5 reis (miedź 1840–1879, brąz 1882–1910)
- 10 reis (miedź 1837–1874, brąz 1882–1892)
- 20 reis (miedź 1847–1874, brąz 1882–1892)
- 50 reis (srebro 1855–1893, miedzionikiel 1900)
- 100 reis (srebro 1838–1898 i 1909–1910, miedzionikiel 1900)
- 200 reis (srebro 1838–1909)
- 500 reis (srebro 1837–1910)
- 1000 reis (srebro 1837–1845 i 1898–1910, złoto 1851–1855)
- 2000 reis (złoto 1856–1888)
- 2500 reis (złoto 1838–1853)
- 5000 reis (złoto 1838–1889)
- 10000 reis (złoto 1878–1889).

#### od1910
Po ustanowieniu republiki w 1910 wprowadzono escudo dzielące się na 100 centavos.